# Xiphophorus variatus

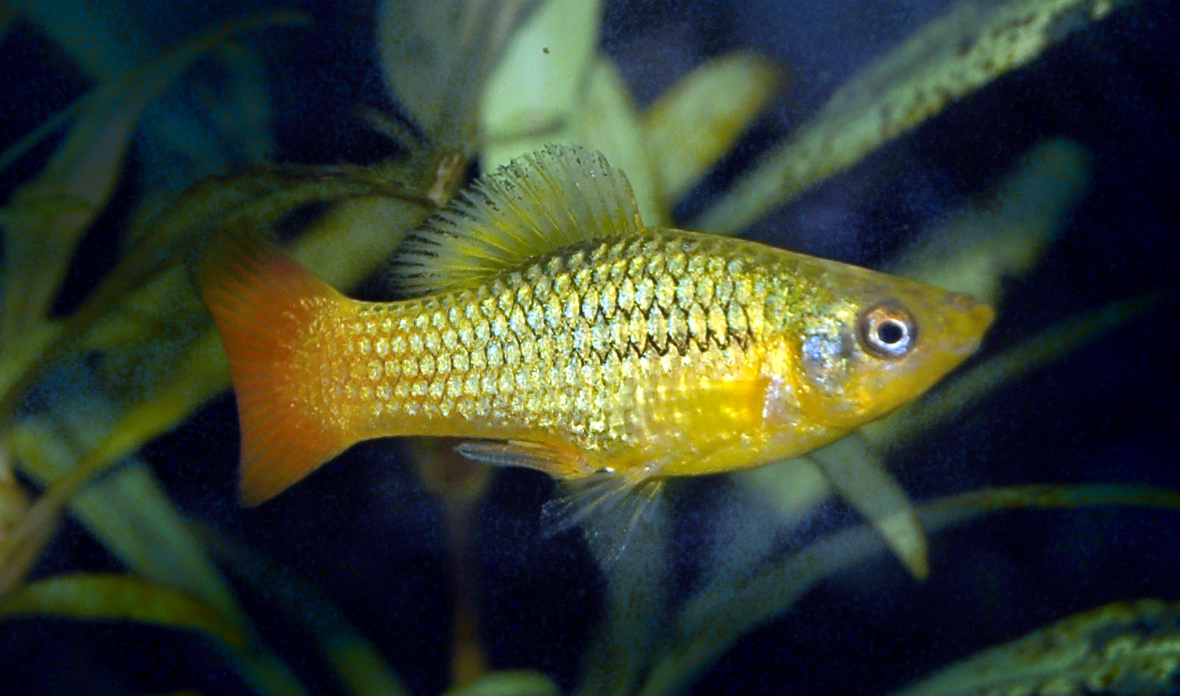
Різноманітність форм

Ксіфофорус варіатус (Xiphophorus variatus', від лат. variatus — різноманітний, мінливий), також відомий як «пецилія» — вид живородних прісноводних риб родини пецілієвих (Poeciliidae), популярні акваріумні риби.

## Поширення
Північна Америка: Мексика

## Форми рибок
У заростях річок центральної і південної Мексики живуть триколірні пецилії. Самки завдовжки 6 см оливково-коричневі або коричнювато-сірі з двома зигзагами вздовж боків. У самців спина коричнювато-чорна, передня частина тіла жовтувато-зелена, задня синювата, низ голови і черевце оранжеві. По тілу розкидані чорні та коричневі плями. Попереду анального плавця є темна пляма, схожа на пляму у самки перед нерестом. Самці завдовжки до 4 см.
Добором акваріумісти вивели рибок з яскраво-оранжевим хвостом, жовтим спинним плавцем і жовто- коричневим забарвленням тіла. Триколірних пецилій з високим сильним тілом завдовжки 6—7 см часто називають «ліміями». Це невірно. Велетні серед пецилій — це гібриди від схрещування триколірної пецилії і лімії, а не справжні лімії.

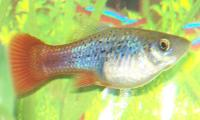
Пецилія (жіноча особина)

На території, що прилягає до Атлантики від південної Мексики до Гватемали в затоках річок і озерцях живуть звичайні пецилії. Форма тіла така сама, як і в триколірної пецилії. Забарвлені рибки по-різному в різних частинах ареалу. Найчастіше тіло в них жовтувато-сіре, на хвостовому стеблі одна над одною дві плями. У результаті селекційної роботи виведено червоні, чорні, жовті, золотисті, червоні з чорним — «тигрові» — породи.

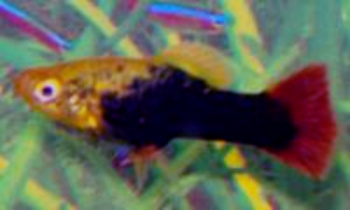
Пецилія (чоловіча особина)

Від схрещування акваріумних порід триколірної і звичайної пецилій з мечоносцями отримали чорного, червоного, тигрового, червоного з чорним спинним та хвостовим плавцями мечоносця-метелика. Добір гібридних мечоносців привів до появи вуалевих плавців, двох або трьох мечів. Дуже гарні також блідо-рожеві альбіноси мечоносців та ситцеві породи, у яких по молочно-рожевому тілу розкидані червоні і чорні цятки.
Для багатьох живородок та легкість, з якою вони здатні утворювати нові форми забарвлення та форми тіла, плавців, стали основною причиною того, що в акваріумістів важко знайти риб з природним забарвленням.

## Розведення
Параметри води для оптимального утримування пецилії: жорсткість 20, кислотність 7,5-8, температура 23-26 °C. Необхідна фільтрація, аерація і щотижнева підміна до 25 % об'єму води.
Нерест пецілії може проходити як у загальному, так і в окремому акваріумі (5-10 літрів) з чагарниками рослин (всі види міріофіллума, елодея, ізозтіс, листя апоногетона, ричія). Параметри води в розадники повинні бути такими ж, як у загальному акваріумі (зазвичай, трохи вища 25 °C). Вагітність триває 5 тижнів. Ікра запліднюється в тілі самки, з якого надалі з'являються повністю сформовані мальки. Періодичність вимету 28-50 днів. Кількість мальків за мітку може доходити до 30-80 шт. Після пологів самку з розсадника відправляють назад в загальний акваріум. Харчуватися мальки починають з першого ж дня. Стартовий корм: коловертки, науплії, артемії, циклоп, мікрочерви, різаний трубочник, сухий корм для мальків тощо
Статевої зрілості пецілія багатобарвна досягає у віці 6-8 місяців.